# 신네코야 신호장
신네코야 신호장(일본어: 新根古屋信号場 신네코야 신고조[*])은 일본 지바현 나리타시에 있는 게이세이 전철 나리타 공항선(나리타 스카이액세스) 나리타유카와 ~ 공항 제2빌딩역 간의 신호장이다.

## 구조
게이세이 나리타 공항선의 나리타유카와 역 ~ 공항 제2빌딩역 간은 단선이기 때문에, 선로 용량의 확보와 안전을 위해 교행 설비가 설치되었다. 한 선은 직선으로 이어져 있으며 다른 한 선은 신호장 끝에서 비스듬히 나뉘었다가, 반대쪽 끝에서 다시 합류한다. 스카이 라이너 호나 액세스 특급이 열차 교행을 위해 정차하며 발차할 때는 자동으로 발차 벨이 울린다. 장소는 히가시칸토 자동차도와 나리타 공항선의 교점 동쪽 부근으로, 예전에 동일본 여객철도 나리타선의 네코야 신호장이 부근에 존재했지만 동일한 위치에 신네코야 신호장이 세워진 것은 아니다. 신네코야 신호장은 히가시칸토 자동차도를 끼고 반대쪽에 세워져 있다.

## 운용
단순한 상하행 열차의 교행 뿐만 아니라 스카이 라이너의 우선 통과를 위한 하등(下等) 열차의 대피도 이루어진다. 반대편 교행과 특급 대피가 동시에 이루어지는 열차의 경우 10분 정도 서기도 한다. 액세스 특급의 시간표에 이에 대비한 여유가 많기 때문에 교행 또는 대피가 완료된 후에도 조금 더 정차하여 운행 시간을 조정하는 경우가 많다. 액세스 특급끼리 교행하는 경우 상행 및 하행이 일단 같이 멈춘다. 또 열차 교행 순번 순서에 따라 스카이 라이너가 부본선 (제한 시속 80km)을 주행하는 경우도 있다.

## 역사
- 2010년 7월 17일: 운행 개시

## 같이 보기
- 호리노우치 신호장